# اسویت گرس (مونتانا)
اسویت گرس (به انگلیسی: Sweet Grass) شهری در ایالت مونتانا کشور ایالات متحده آمریکا است که جمعیت آن در سرشماری سال ۲۰۱۰ میلادی، ۵۸ نفر بوده‌است.